# 文化科学宮殿

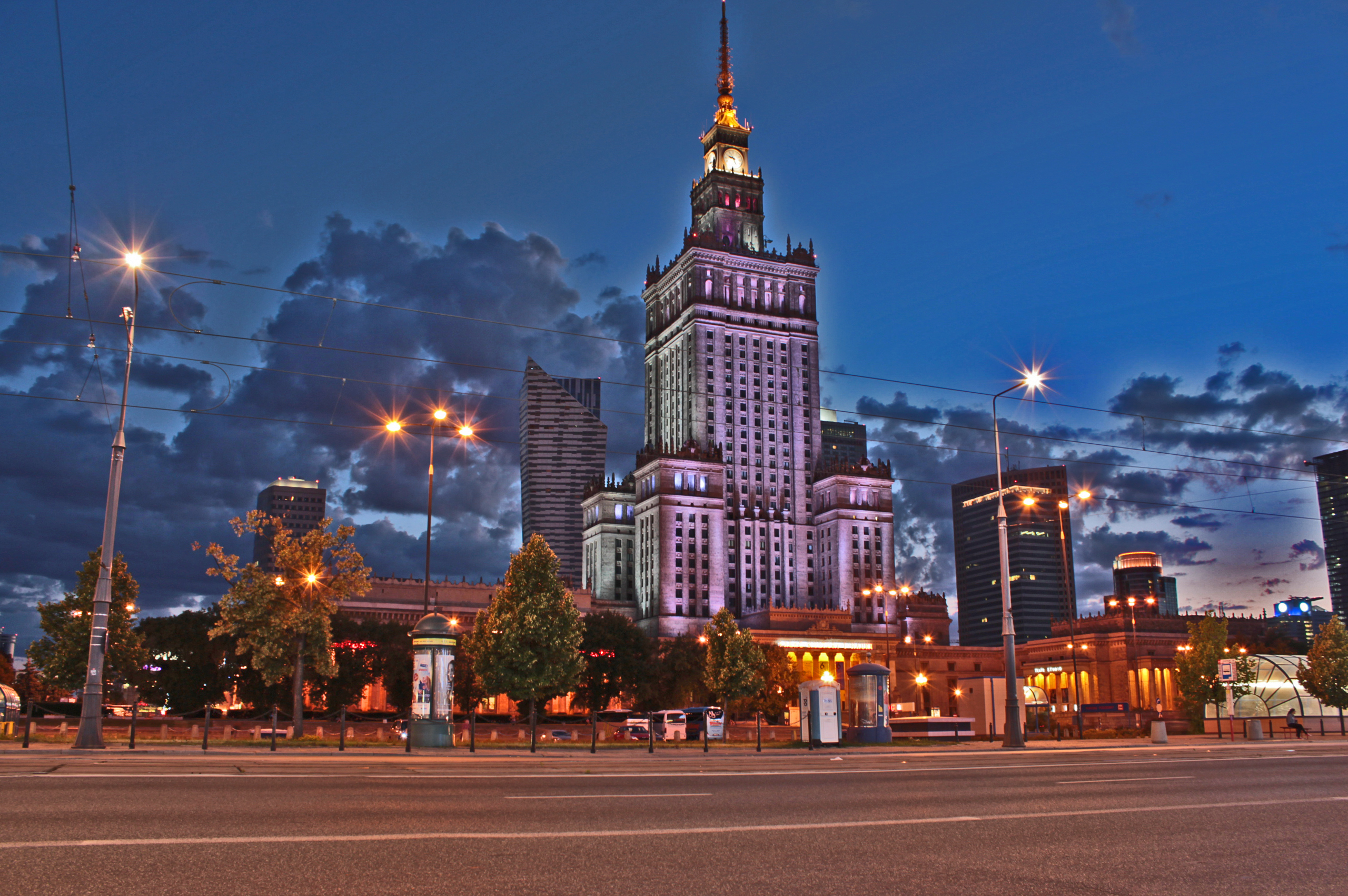
文化科学宮殿の夜景

文化科学宮殿（ぶんかかがくきゅうでん、ポーランド語: Pałac Kultury i Nauki パーワツ・クルトゥールィ・イ・ナウーキ、略称: PKiNプキン）は、ポーランドの首都ワルシャワにある超高層建築物。
このスターリン様式の建築は、スターリンによってポーランドに贈与という形式で建設され、当初、その名称も、ヨシフ・スターリン名称（または記念）文化科学宮殿（ポーランド語: Pałac Kultury i Nauki imienia Józefa Stalina パーワツ・クルトゥールィ・イ・ナウーキ・イミェーニャ・ユゼーファ・スタリーナ）であったが、スターリンの死後、非スターリン化に伴い、「ヨシフ・スターリン」の名称は削除された。

## 概要
文化科学宮殿は、高さ237メートル、42階立て、尖塔の高さは49メートルあり、総室数は3288室。地震の少ない地域のため柔構造を取る必要がなく当時の技術で作ることが出来た。全体の総床面積は2万3000平方メートルで、その内部には3000人を収容できる映画館、劇場、博物館、書店、会議場及び展示場を擁する。東欧革命による社会主義体制崩壊後は、企業のオフィスが多数入居している。また、FMラジオ及びテレビ放送の送受信場としての役割も担っている。

## 建造
文化科学宮殿の建設は1952年に開始され、1955年に完成した。スターリンによって、ソビエト連邦からのポーランド人民への贈り物としてワルシャワ市内に建設された。文化科学宮殿はソビエト当局によって設計され、ほぼ全工程に渡ってソビエト連邦から派遣された3500人の労働者によって建設された。なお、そのうち建設期間に事故などによる死者は16人である。
文化科学宮殿の建築様式は、同時期にソ連国内に多数建設されたスターリン様式（またはスターリン・アンピール、スターリン・ゴシック様式とも）の摩天楼と同様のデザインである。特に最もデザイン的に類似点が多いとされるのが、モスクワ大学本館である。しかし、主任設計士であった建築家レフ・ルドネフは、文化科学宮殿建造に当たり、ポーランドの伝統的な建築様式を部分的に取り入れた。記念碑を埋め込んだ壁には、ポーランドの古都クラクフとザモシチにあるルネサンス様式の宮殿に範を採った石柱などが見られる。

## ワルシャワと文化科学宮殿
開館直後、第5回世界青年学生祭典（w:5th World Festival of Youth and Students）が開催され、世界各国から政府要人を含む多くの人々が文化科学宮殿に足を運んだ。また、社会主義体制下、鉄のカーテンに形容される西側文化の遮断された状況にあって、さまざまな西側のアーティストが文化科学宮殿に招聘された。その中には、1967年のローリング・ストーンズによるコンサート、1976年のABBAによるコンサート、などがある。
ワルシャワ市街のランドマークとして、文化科学宮殿は当初から論争の的となった。ワルシャワ市民を始めとするポーランド国民は、文化科学宮殿をソビエト支配の象徴であると考え、この建築を嫌悪した。社会主義体制崩壊の現在に至るも、このような否定的な見方は存在しており、ポーランド人の中には、政治的見解に関係なく、文化科学宮殿がワルシャワの伝統的な景観を損ねているとして批判する人々が存在する。

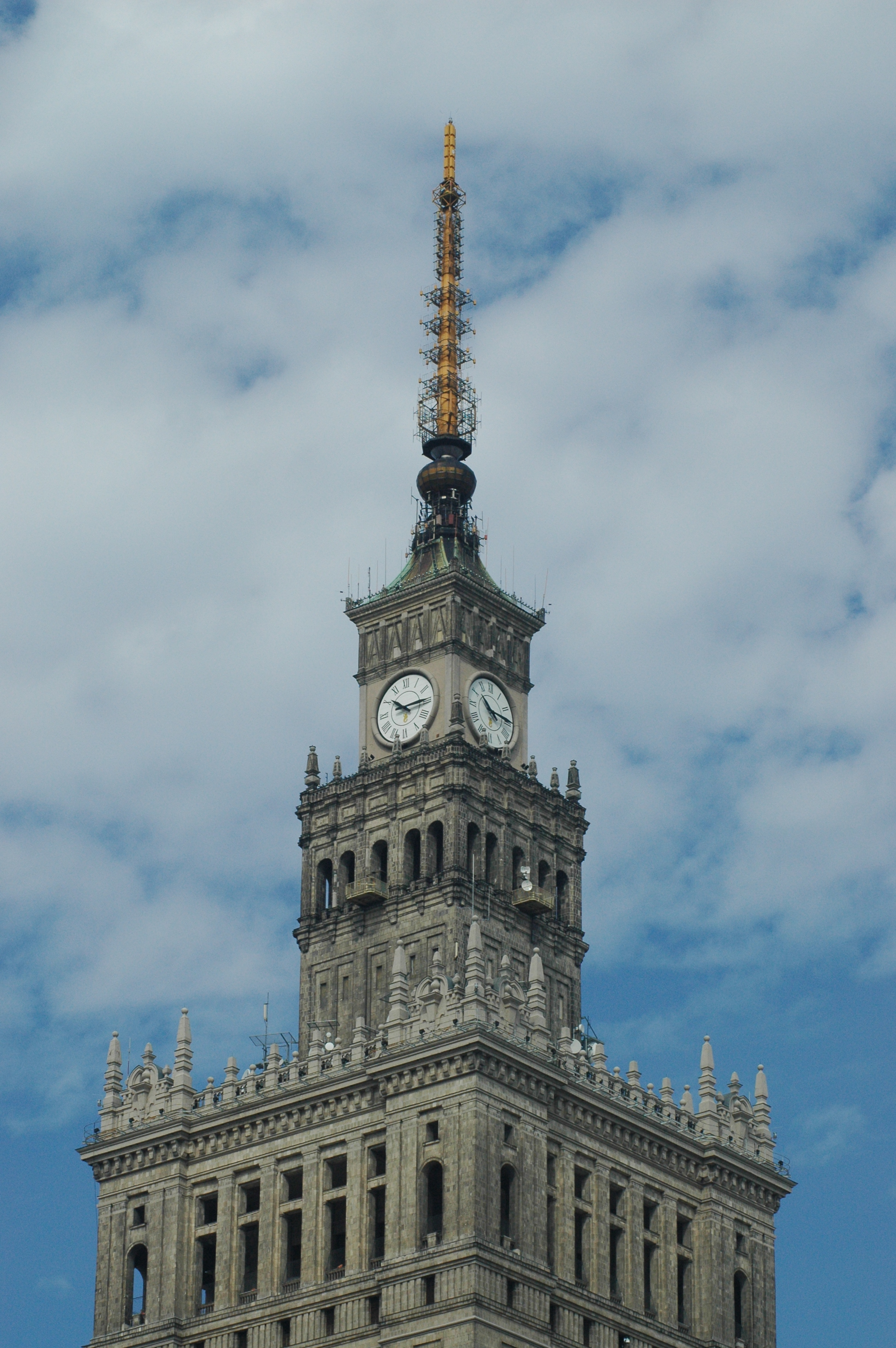
時計塔と尖塔

ワルシャワ市民の間では、文化科学宮殿を揶揄して「北京」（略称PKiNと、ポーランド語Pekinをかけた）、 または宮殿を意味するPałacをもじって「Pajac」（パペット、操り人形の意味）のあだ名で呼ぶ者もいる。あるいはスターリンから贈与されたことから「スターリンの墓」とも呼ばれる。また、文化科学宮殿の30階のテラスは、高さ114メートルで、ワルシャワ市街が一望できる観光名所としても有名であるが、ワルシャワ子たちは、「どこに行くんだい」「文化科学宮殿だよ。あそこに行けば宮殿を見なくて済むからね」というジョークを作ってこの摩天楼を揶揄して溜飲を下げた。

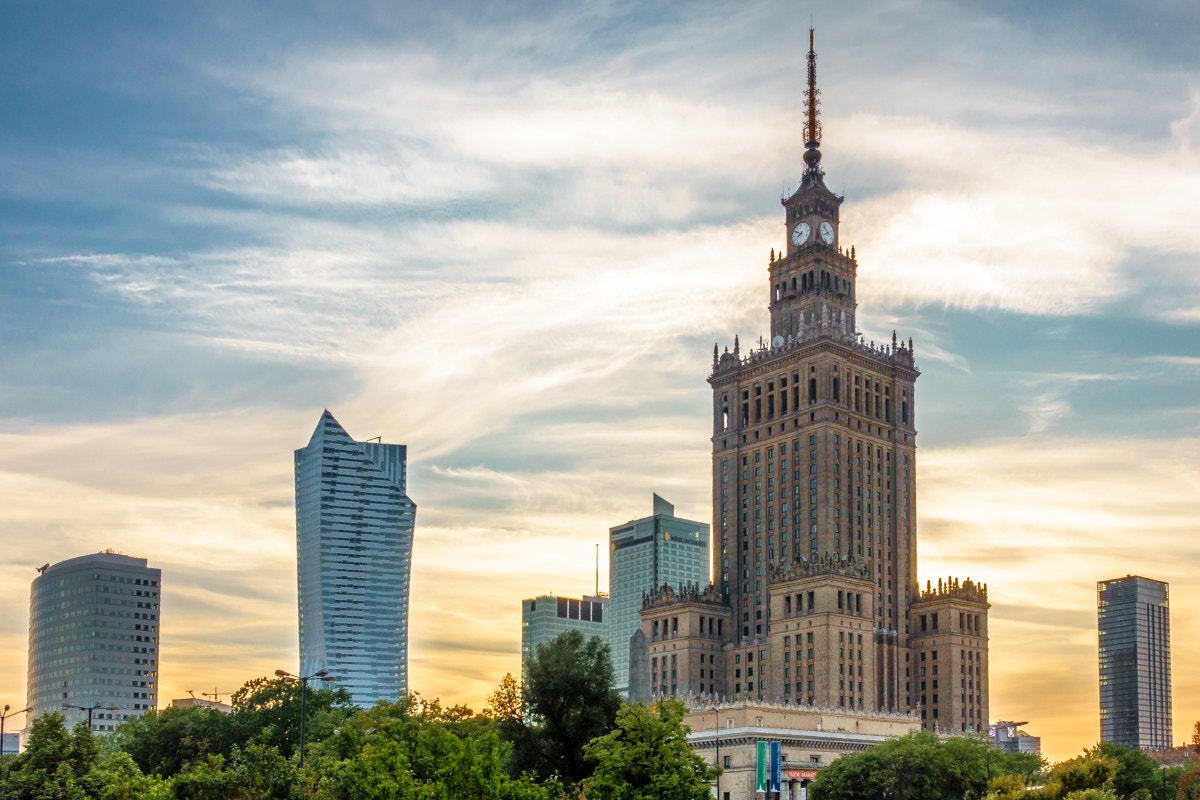
文化科学宮殿と周囲の高層ビル群

もっとも、社会主義崩壊後、ポーランドに西側の企業が進出するなど、市場経済化の進展に従い、特に近年になってワルシャワ市内には文化科学宮殿と同程度の高さの高層建築物が多数建設されてきている。そのため、文化科学宮殿はこれらの新しい高層建築と調和する新しいスカイラインを形成している。また、1989年の東欧革命はポーランドにおけるソビエト及びロシアによる支配の終焉を意味し、これによってポーランド人の意識の着実に変化し、上述のように文化科学宮殿に否定的な意見もある一方で、こうした否定的な象徴性に対して無関心であるとする意見も増えている。
2000年文化科学宮殿の最上部に直径6.3 メートルの時計が四基設置された。この時計塔は当時の世界で最も高い時計塔であった（後になって(2008年)モスクワにある現代的な超高層ビル「フェデレーション・タワー」（2003年着工、2016年完成予定）の西棟に時計が据えられ、このビルが世界で最も高い時計塔として新たにギネスブックに掲載された。）。
2006年9月30日、ミス・ワールド決勝が行われる。